# Toxorhynchites

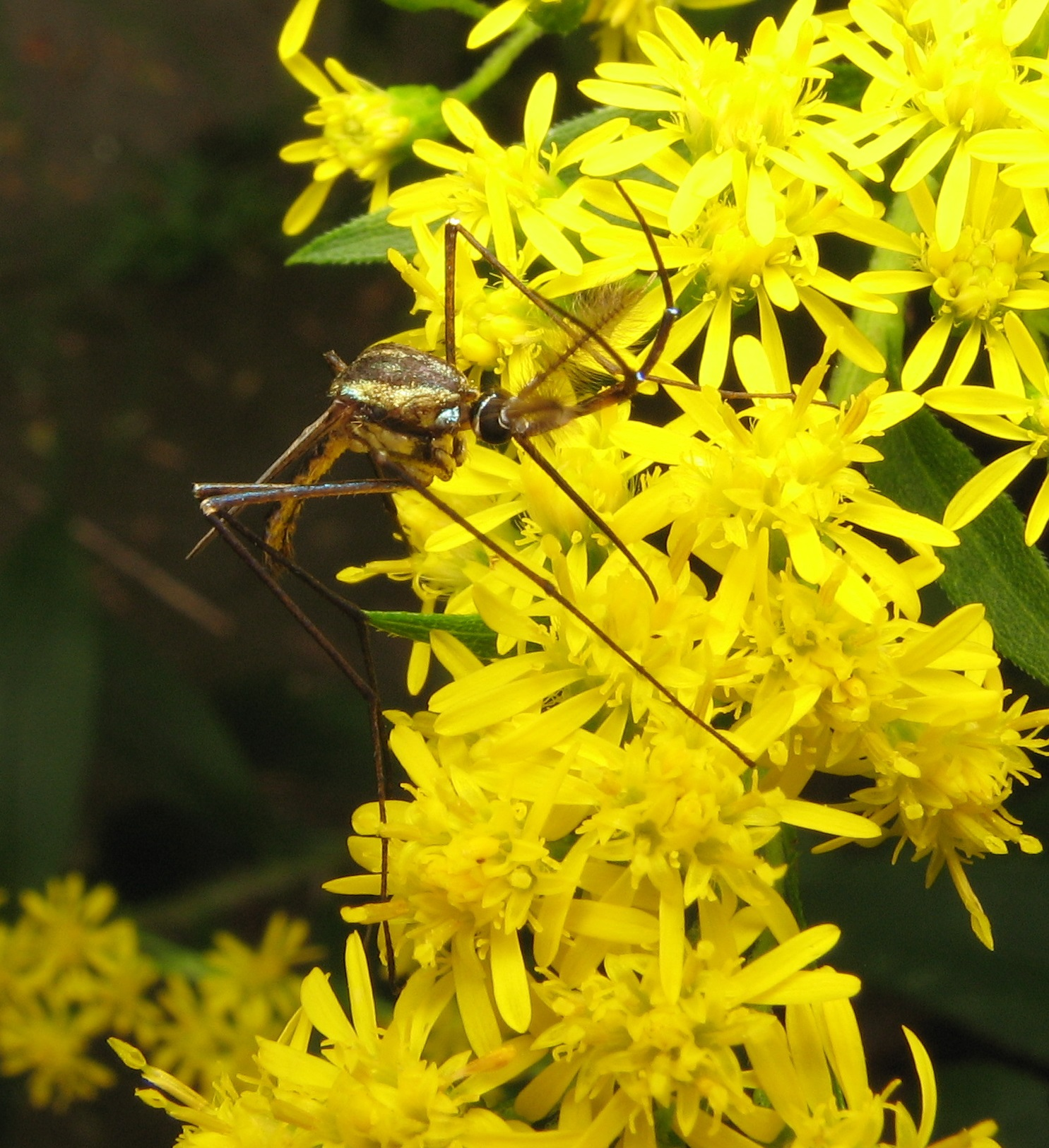
Macho Toxorhynchites rutilus en Solidago

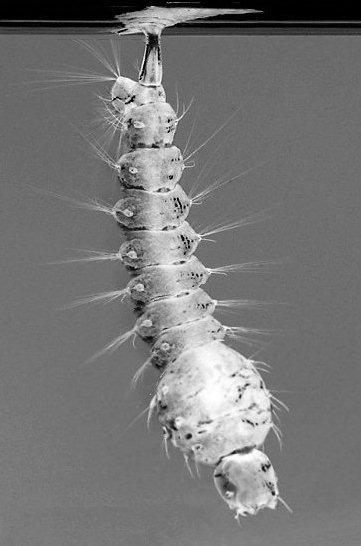
Toxorhynchites speciosus, larva

Toxorhynchites es un género de insectos de la familia de los mosquitos (Culicidae). Tienen una distribución cosmopolita. Este género de mosquitos incluye las especies de mayor tamaño conocidas y no son hematófagas. Los adultos se mantienen de los alimentos ricos en hidratos de carbono que estén a su disposición, y las larvas predan sobre larvas de otros mosquitos y otras presas similares del necton.
Se ha propuesto la introducción de mosquitos de este género para controlar el dengue. Esto se puso en práctica pero por error se introdujo T. amboinensis en vez de T. splendens.
El género Toxorhynchites se divide en 4 subgéneros y 92 especies:
- Toxorhynchites bambusicolus (Lutz and Neiva, 1913)
- Toxorhynchites brevipalpis (Theobald)
- Toxorhynchites grandiosus (Williston, 1900)
- Toxorhynchites guadeloupensis (Dyar and Knab, 1906)
- Toxorhynchites haemorrhoidalis (Fabricius, 1787)
- Toxorhynchites hexacis (Martini, 1901)
- Toxorhynchites mariae (Bourroul, 1904)
- Toxorhynchites montezuma (Dyar and Knab, 1906)
- Toxorhynchites portoricensis (Roeder, 1885)
- Toxorhynchites purpureus (Theobald, 1901)
- Toxorhynchites pusillus (Lima, 1931)
- Toxorhynchites rajah (Tsukamoto, 1986)
- Toxorhynchites rutilus
- Toxorhynchites solstitialis (Lutz, 1904)
- Toxorhynchites splendens (Wiedemann)
- Toxorhynchites theobaldi (Dyar and Knab, 1906)
- Toxorhynchites trichopygus (Wiedemann, 1828)
- Toxorhynchites violaceus (Wiedemann, 1821)